# حايرة السلم
حايرة السلم هي إحدى قرى مركز الخرعاء في منطقة نجران الواقعة جنوب غرب السعودية.

## نبذة
تبعد قرية حايرة السلم حوالي 12 كم عن الخرعاء إلى الغرب، وبلغ عدد سكانها بحسب التعداد السكاني سنة 2010م حوالي 5,820 نسمة منهم 5,477 من السعوديين و343 من غير السعوديين.